# Bu Kadra
Bu Kadra è un quartiere di Dubai, si trova nella regione di Bur Dubai, nel settore orientale di Dubai.